# 政策研究大學院大學

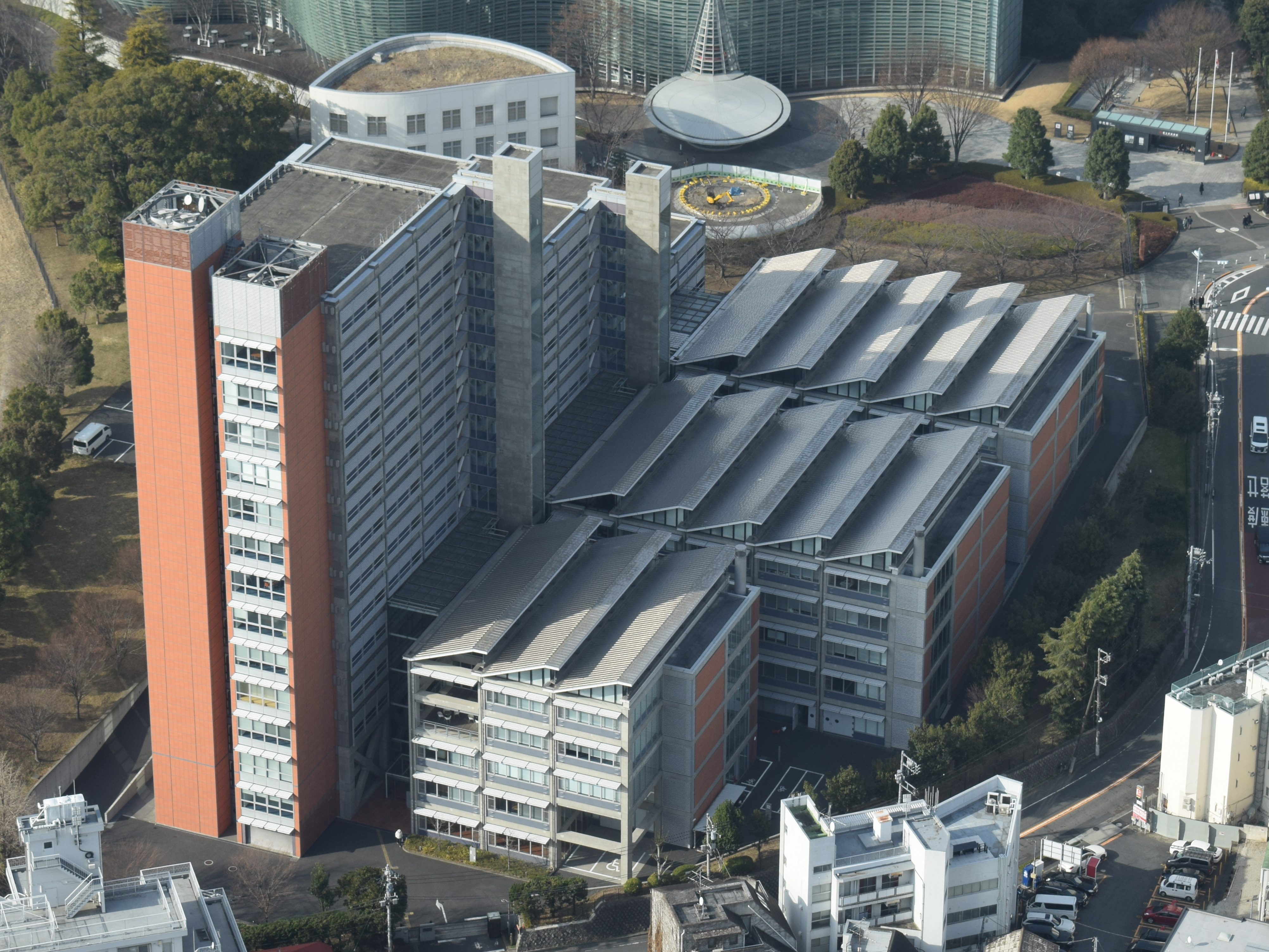
政策研究大學院大學校園全景

政策研究大學院大學（日语：／ Seisaku Kenkyū Daigakuin Daigaku），簡稱政策研究院、GRIPS。是一所位於日本东京都六本木的國立大學，是日本唯一專攻社會科學的研究所大學。
該校前身是埼玉大學大學院政策科學研究科，於1997年獨立設校。2005遷往現址。2013年成立智庫政策研究院（GRIPS ALLIANCE），主要作為日本戰略目標智庫，目前擔任跨太平洋戰略經濟夥伴關係協議之綜合經濟影響分析。

## 概要

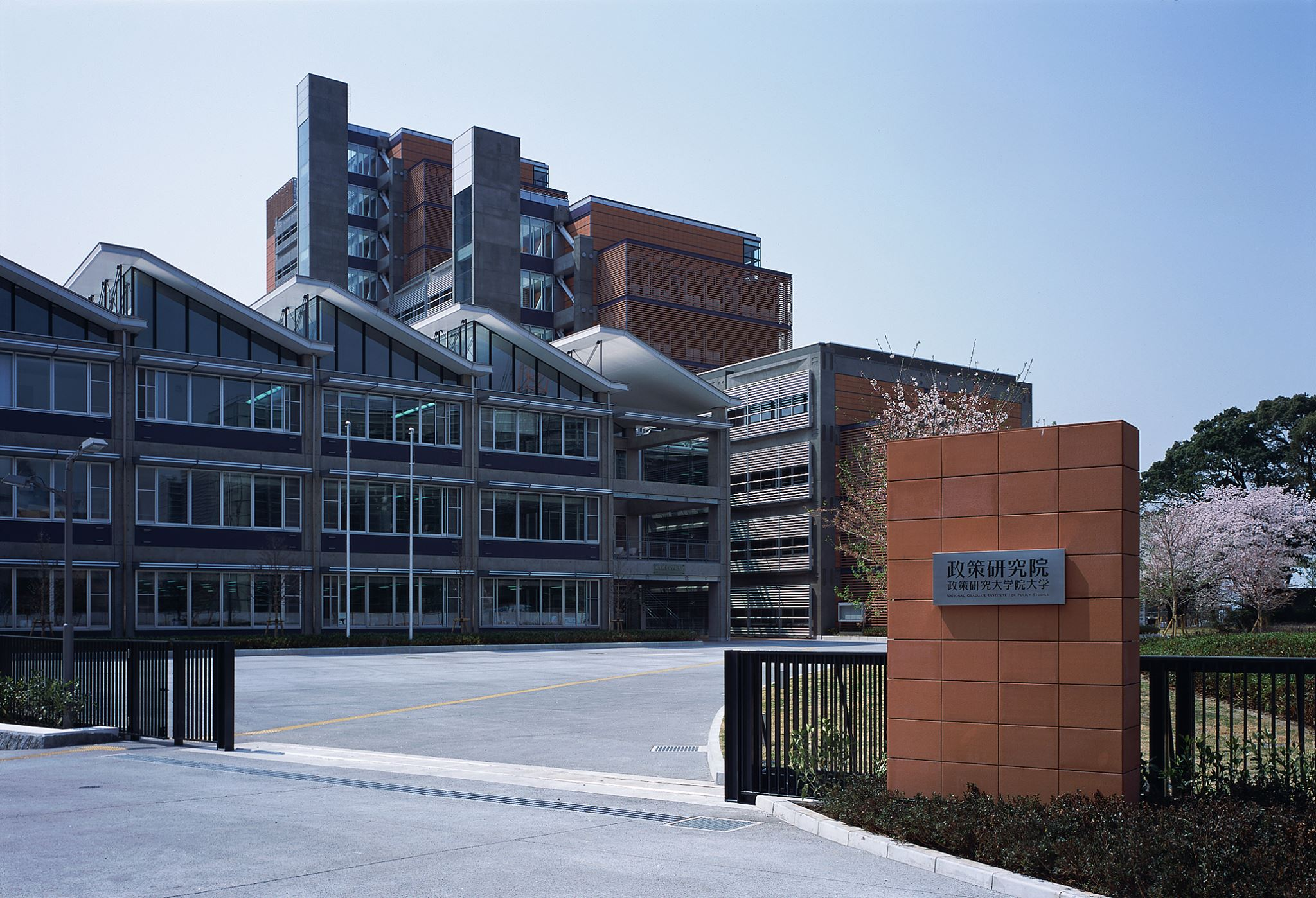
校门

政策研究院的在籍學生，主要來自現役官僚，都道府縣和政令指定都市的地方公務員。2016年4月時，在學學生為400人，主要為碩士課程。

### 宗旨
- “培养制定政策的高级专业人才”
- “推进国际间的学校和行政部门的政策研究”
- “创建连带机构和优秀的研究点”

政策研究院是專門為跨學科政策研究設置的國立大學院大學。專門培訓公共政策、發展政策、區域政策、文化政策和知識產權的政策制定者、研究者。
政策研究大學院大學的部份課程，入學資格有特別限制。比如一些與防衛省、CIA、國際協力機構、IMF合作的博士班。除極少數特別應屆大學或研究所畢業學生之入學外，需要有至少3-5年的工作經驗才可申請入學。
評價
2014年，在IEDAS發佈的排名榜中，政策研究院的「經濟·金融研究」排名日本第2·亞洲前20強，在國內僅次於東京大學。政策研究大學院大學同時也擔任亞洲各國政府之官員培訓中心，全球領袖研習中心(Executive Development Center for Global Leadership)每年有超過3000人前來研習，包括泰國、印尼、馬來西亞、孟加拉、以及中國共產黨中央黨校。

### 沿革
- 1997年（平成9年）10月1日 - 創校[8]。
- 2000年（平成12年）4月1日 - 開始招生[8]。
- 2005年（平成17年） - 移到現址。

## 校友
迄2025年為止，畢業生已逾6000人，來自全球110國。海外留學生來自各國政府機關菁英。基於身分的特殊性，無人被特地指為「知名校友」，名冊僅限內部查詢之用。

## 海外合作
| - 印度尼西亚大学 - 新加坡國立大學李光耀公共政策學院 - 泰國國立法政大學 - 巴差特樸國王研究院 - 高麗大學 - 韓國開發研究大學院 - 中國青年政治學院 | - 清華大学公共管理学院 - 國立暨南國際大學 - 多倫多大學藝術與科學學院 - 達卡大學 - 菲律賓大學迪里曼分校 - 菲律賓發展學院 （页面存档备份，存于） - 皇家行政學院 （页面存档备份，存于） |